# Povera patria (album)
Povera patria è una raccolta di Franco Battiato pubblicata il 2 novembre 2010 dalla EMI Italiana.
Il sottotitolo della raccolta è Best & Rarities, in riferimento al contenuto dei due CD. Il primo infatti contiene una selezione di successi del cantante, mentre il secondo alcuni brani in lingua spagnola e inglese. Quando venne annunciata, la raccolta presentava delle tracce inedite non inserite nella versione poi pubblicata, che venivano presentate come "7 brani in versione alternativa/demo mai pubblicate prima d’ora selezionate dopo una lunga ricerca negli archivi storici della EMI". Tre di queste canzoni in versione preliminare sono state poi pubblicate nell'edizione per il 40º anniversario de L'era del cinghiale bianco.

## Tracce
Testi Franco Battiato, tranne dove indicato, musiche di Franco Battiato e Giusto Pio.
CD 1
1. Centro di gravità permanente – 3:55 (Battiato-Pio)
2. Voglio vederti danzare – 3:40 (Battiato-Pio)
3. La stagione dell'amore – 3:46 (Battiato)
4. No Time No Space – 3:25 (Battiato-Pio)
5. L'era del cinghiale bianco – 4:14 (Battiato-Pio)
6. Nomadi – 4:22 (Camisasca)
7. Bandiera bianca – 5:19 (Battiato-Pio)
8. Up Patriots to Arms – 5:00 (Battiato-Pio)
9. I treni di Tozeur – 3:06 (Cosentino-Battiato-Pio)
10. Cuccurucucù – 4:09 (Battiato-Pio)
11. Chan-son egocentrique – 4:12 (Battiato-Pio)
12. Gli uccelli – 4:43 (Battiato-Pio)
13. E ti vengo a cercare – 3:50 (Battiato)
14. L'animale – 3:15 (Battiato)
15. Prospettiva Nevski – 3:57 (Battiato-Pio)
16. Radio Varsavia – 4:06 (Battiato-Pio)
17. Un'altra vita – 3:42 (Battiato-Pio)
18. L'ombra della luce – 4:52 (Battiato-Pio)
19. Povera patria – 3:44 (Battiato-Pio)

Durata totale: 77:17
CD 2
1. Pobre patria – 3:40 (Battiato-Pio)
2. Centro de gravedad – 3:42 (Battiato-Pio)
3. Despertar en primavera – 3:32 (Battiato-Pio)
4. Nómadas – 4:18 (Camisasca)
5. Yo quiero verte danzar – 3:35 (Battiato-Pio)
6. Bandera blanca – 4:42 (Battiato-Pio)
7. La era del jabalí blanco – 3:43 (Battiato-Pio)
8. Yo te vengo a buscar – 3:50 (Battiato-Pio)
9. Mal de Africa – 3:40 (Battiato)
10. Via Lactea – 4:43 (Battiato)
11. El mito del amor – 3:24 (Battiato-Pio)
12. Fisiognómica – 4:15 (Battiato)
13. Como un camello en un canalon – 3:31 (Battiato-Pio)
14. I Want to See You as a Dancer – 3:28 (Battiato-Pio)
15. Lover's Season – 3:46 (Battiato)
16. Chan-son egocentrique – 4:12 (Battiato-Pio)
17. The Trains of Tozeur – 3:08 (Cosentino-Battiato-Pio)

Durata totale: 65:09